# Cryptocoryne bangkaensis
Cryptocoryne bangkaensis là một loài thực vật có hoa trong họ Ráy (Araceae). Loài này được Bastm. mô tả khoa học đầu tiên năm 2007.